# Herbert Schlüter
Herbert Schlüter (* 16. Mai 1906 in Berlin; † 15. Februar 2004 in München) war ein deutscher Schriftsteller und Übersetzer.

## Leben
Herbert Schlüter war der Sohn eines Industriellen. Aus wirtschaftlichen Gründen war ihm der Besuch des Gymnasiums nur bis zur Obersekunda möglich. Danach absolvierte er eine Lehre zum Bankkaufmann, übte diesen Beruf jedoch nicht aus. In den Zwanzigerjahren beschäftigte er sich intensiv mit Literatur und begann, eigene erzählende Werke zu verfassen. Seit 1926 verband ihn eine enge Freundschaft mit Klaus Mann, und auf Vermittlung Thomas Manns erschien 1932 Schlüters erster Roman „Die Rückkehr der verlorenen Tochter“ im S.-Fischer-Verlag.
Nach der nationalsozialistischen Machtergreifung im Jahre 1933 begab sich Herbert Schlüter für ein halbes Jahr nach Paris, kehrte jedoch anschließend nach Deutschland zurück. Da unter dem neuen Regime keine weiteren Werke Schlüters erscheinen durften, reiste der Autor 1935 über Zürich und Barcelona nach Cala Ratjada auf Mallorca, wo sich zu jener Zeit eine Gruppe deutscher Exilanten aufhielt. Nach dem faschistischen Putsch des Generals Franco und dem Beginn des Spanischen Bürgerkriegs im Jahre 1936 verließ Schlüter Spanien und reiste über mehrere Zwischenstationen auf dem Balkan nach Ischia, wo er sich in den darauffolgenden Jahren aufhielt; er wurde während dieser Zeit unterstützt durch Hubertus Prinz zu Löwenstein-Wertheim-Freudenberg. 1941 zog Schlüter nach Florenz um, wo er seine Einberufung zur Wehrmacht erhielt. Er war bis 1943 als Dolmetscher einer Luftwaffeneinheit im sizilianischen Catania tätig. Nachdem er an Malaria erkrankt war, wurde er in ein Lazarett in Deutschland verlegt. Bei Ende des Zweiten Weltkriegs geriet er in Kriegsgefangenschaft.
Nach seiner Rückkehr aus der Gefangenschaft lebte Herbert Schlüter in München, wo er von 1948 der Redaktion der Literaturzeitschrift „Die Fähre“ angehörte und als Verlagslektor arbeitete. Ab Mitte der Fünfzigerjahre lag der Schwerpunkt seiner Arbeit auf dem Übersetzen. Er übertrug erzählende Werke und Sachbücher aus dem Italienischen, Englischen, Französischen und Spanischen.
Herbert Schlüter war Mitglied des Verbandes Deutscher Schriftsteller und des Deutschen PEN-Zentrums. Er wurde 1977 mit dem Tukan-Preis und 2001 mit dem Bundesverdienstkreuz ausgezeichnet. 2000 erhielt er in Anerkennung seines Lebenswerkes den ersten Übersetzerpreis der Landeshauptstadt München.

## Werke
- Das späte Fest. Berlin 1927
- Die Rückkehr der verlorenen Tochter. Berlin 1932
- Nach fünf Jahren, München 1947. Neuauflage: Nach fünf Jahren. (Mit einer Nachbemerkung zum Autor), Lilienfeld, Düsseldorf 2008 ISBN 978-3-940357-06-9 (Lilienfeldiana, 3)
- Im Schatten der Liebe, München 1948
- Signor Anselmo. Jos. C. Huber, Dießen am Ammersee 1957
- Nacht über Italien. Gütersloh 1960
- Ein Gartenfest. München 1986

## Übersetzungen
- Kingsley Amis: Zum grünen Mann, Hamburg 1972
- Giorgio Bassani: Ein Arzt aus Ferrara, München 1960
- Giorgio Bassani: Die Brille mit dem Goldrand, München 1985
- Giorgio Bassani: Ferrareser Geschichten, München 1964
- Giorgio Bassani: Die Gärten der Finzi-Contini, München 1963
- Giorgio Bassani: Der Geruch von Heu, München 1974
- Giorgio Bassani: Hinter der Tür, München 1967
- Giorgio Bassani: Der Reiher, München 1970
- Thomas Berger: Killing time oder Die Art zu töten, München 1970
- Alberto Bevilacqua: Das Auge der Katze, Berlin 1970
- Ranuccio Bianchi Bandinelli: Etrusker und Italiker vor der römischen Herrschaft, München 1974
- Ranuccio Bianchi Bandinelli: Rom, München 1971 (übersetzt zusammen mit Annemarie Seling)
- Bilder und Abbilder, München 1967
- Giorgio Bocca: Die Entdeckung Italiens, München 1966
- Alain Bosquet: Die Sonne ist weiß wie die Zeit, wenn sie stillsteht, München 1967
- John Braine: … und nähme doch Schaden an seiner Seele, Bern 1957
- Anita Brookner: Seht mich an, München 1987
- Anita Brookner: Vergangenheit ist ein anderes Land. Wien 1990
- Raymond Cartier: Peter der Große. München 1964
- Mary Ellen Chase: Leben und Sprache im Alten Testament, München 1957
- Richard Church: Über die Brücke, Bern 1956 (übersetzt zusammen mit Josephine Ewers)
- Thomas Bertram Costain: Napoleons letzte Liebe, Bern 1965
- Franco Ferrucci: Die Schöpfung, München 1988 (übersetzt zusammen mit Stefan Richter)
- Carlo Fruttero: Die Sonntagsfrau, München 1974
- Carlo Fruttero: Wie weit ist die Nacht, München 1981 (übersetzt zusammen mit Inez De Florio-Hansen)
- Romain Gary: Der Tanz des Dschingis Cohn, München 1969[2]
- Romain Gary: Der weiße Hund von Beverly Hills, München 1972
- William Golding: Äquatortaufe, München 1983
- Winston Graham: Die Frau im Spiegel, München 1977
- Winston Graham: Der weite Weg nach Arwenack, München 1971
- Aldous Huxley: Affe und Wesen, München 1984
- Aldous Huxley: Cynthia, München 1988
- Aldous Huxley: Eine Gesellschaft auf dem Lande, München 1977
- Aldous Huxley: Glücklich bis ans Ende ihrer Tage, München 1985 (übersetzt zusammen mit Herberth E. Herlitschka)
- Aldous Huxley: Der kleine Mexikaner, München 1986 (übersetzt zusammen mit Herberth E. Herlitschka)
- Aldous Huxley: Narrenreigen, München 1983
- Oliver Lange: Vandenberg oder Als die Russen Amerika besetzten. Hamburg 1973
- Laurent La Praye: Krieg ohne Helden, Gütersloh 1961
- Margaret Laurence: Der steinerne Engel, München 1965
- Margaret Laurence: Die Stimmen von Adamo. München 1969
- Mary Lavin: Unter irischem Himmel, München 1969
- Dacia Maraini: Tage im August, München 1964
- Kate Millett: Das verkaufte Geschlecht, München 1973
- Marta Morazzoni: Das Mädchen mit dem Turban, München 1988
- Annette Motley: Die purpurrote Lilie. München 1980
- Iris Murdoch: Der schwarze Prinz. Düsseldorf 1975
- Alberto Ongaro: Der belebte Schatten, München 1993
- Guido Piovene: Achtzehn mal Italien, München 1959
- Guido Piovene: Madame La France, München 1968
- Ugo Pirro: Jovanka und die anderen, München 1960
- Herbert Read: Die Kunst der Kunstkritik und andere Essays zur Philosophie, Literatur und Kunst. Gütersloh 1960
- Maurice Sachs: Der Sabbat. München 1967
- Samuel Shellabarger: Baum des Lebens, Bern 1958
- Mario Soldati: Briefe aus Capri, München 1955
- Nivaria Tejera: Die Schlucht, Gütersloh 1962
- Charles W. Thayer: Die unruhigen Deutschen, Bern 1958
- Vercors: Sylva oder Wie der Geist über die Füchsin kam, Gütersloh 1963
- Bernard Wall: Der Vatikan. Stuttgart 1957
- Guthrie Wilson: Julian Ware. München 1960
- Roxane Witke: Genossin Tschiang Tsching. München 1977